# Дзегві
Дзегві (груз. ძეგვი) — село в Грузії.
За даними перепису населення 2014 року в селі проживає 2840 осіб.